# سوقومون یغیازاروف

سوقومون آدامی یغیازاروف (ارمنی: Սողոմոն Ադամի Եղիազարով؛  زادهٔ ۱ ژانویهٔ ۱۸۵۲ - درگذشته ۲ دسامبر ۱۹۱۴ یا اواخر ۱۹۲۲)، نویسنده، اقتصاددان، تاریخ‌نگار اهل ارمنستان بود.

## زندگی‌نامه
وی در ۱ ژانویهٔ ۱۸۵۲ در آرارات به دنیا آمد و در ۱۸۸۰ از دانشگاه دولتی مسکو فارغ‌التحصیل گشت. وی در دانشگاه اودسا، مدرسه نرسیسیان، دانشگاه سلطنتی مسکو، دانشگاه قازان (از ۱۴ دسامبر ۱۸۸۷) و دانشگاه سلطنتی سن ولادیمیر (از ۱۸۹۳) فعالیت می‌کرد. وی در ۲ دسامبر ۱۹۱۴ یا اواخر ۱۹۲۲ در سن ۶۲ سالگی در درگذشت.

## یادداشت
1. ↑  Մոսկվայի կայսերական համալսարան